# 31e méridien est
En géographie, le 31e méridien est est le méridien joignant les points de la surface de la Terre dont la longitude est égale à 31° est.

## Géographie

### Dimensions
Comme tous les autres méridiens, la longueur du 31e méridien correspond à une demi-circonférence terrestre, soit 20 003,932 km. Au niveau de l'équateur, il est distant du méridien de Greenwich de 3 451 km,.
Avec le 149e méridien ouest, il forme un grand cercle passant par les pôles géographiques terrestres.

### Régions traversées
En commençant par le pôle Nord et descendant vers le sud au pôle Sud, Le 31e méridien est passe par:
| Coordonnées          | Pays, territoire ou mer          | Notes |
| -------------------- | -------------------------------- | --- |
| 90° 00′ N, 31° 00′ E | Océan Arctique                   | |
| 80° 10′ N, 31° 00′ E | Mer de Barents                   | Passe juste à l'ouest de Kvitøya, Svalbard, Norvège Passe juste à l'est de Kong Karls Land, Svalbard, Norvège |
| 70° 25′ N, 31° 00′ E | Norvège                          | Péninsule de Varanger - point le plus à l'est du pays                                                         |
| 70° 16′ N, 31° 00′ E | Varangerfjord                    | |
| 69° 46′ N, 31° 00′ E | Russie                           | |
| 63° 18′ N, 31° 00′ E | Finlande                         | |
| 62° 22′ N, 31° 00′ E | Russie                           | Passe par le Lac Ladoga                                                                                       |
| 55° 09′ N, 31° 00′ E | Biélorussie                      | Sur environ 3 km                                                                                              |
| 55° 07′ N, 31° 00′ E | Russie                           | Sur environ 4 km                                                                                              |
| 55° 05′ N, 31° 00′ E | Biélorussie                      | Sur environ 7 km                                                                                              |
| 55° 01′ N, 31° 00′ E | Russie                           | |
| 54° 43′ N, 31° 00′ E | Biélorussie                      | Sur environ 3 km                                                                                              |
| 54° 41′ N, 31° 00′ E | Russie                           | Sur environ 2 km                                                                                              |
| 54° 40′ N, 31° 00′ E | Biélorussie                      | |
| 52° 04′ N, 31° 00′ E | Ukraine                          | Sur environ 610 km.                                                                                           |
| 46° 35′ N, 31° 00′ E | Mer Noire                        | |
| 41° 05′ N, 31° 00′ E | Turquie                          | Sur 474 km.                                                                                                   |
| 36° 52′ N, 31° 00′ E | Mer Méditerranée                 | |
| 31° 35′ N, 31° 00′ E | Égypte                           | Passe juste à l'ouest du Caire                                                                                |
| 22° 00′ N, 31° 00′ E | Soudan                           | |
| 9° 45′ N, 31° 00′ E  | Soudan du Sud                    | |
| 3° 42′ N, 31° 00′ E  | Ouganda                          | |
| 2° 24′ N, 31° 00′ E  | République démocratique du Congo | |
| 1° 56′ N, 31° 00′ E  | Lac Albert                       | |
| 1° 32′ N, 31° 00′ E  | Ouganda                          | |
| 1° 00′ S, 31° 00′ E  | Tanzanie                         | |
| 8° 16′ S, 31° 00′ E  | Lac Tanganyika                   | |
| 8° 46′ S, 31° 00′ E  | Zambie                           | |
| 14° 44′ S, 31° 00′ E | Mozambique                       | |
| 16° 03′ S, 31° 00′ E | Zimbabwe                         | Passe juste à l'ouest de Harare                                                                               |
| 22° 19′ S, 31° 00′ E | Afrique du Sud                   | Limpopo Mpumalanga - passe juste à l'est de Mbombela (antérieurement Nelspruit)                               |
| 26° 12′ S, 31° 00′ E | Eswatini                         | |
| 27° 02′ S, 31° 00′ E | Afrique du Sud                   | Mpumalanga KwaZulu-Natal - passe par Durban                                                                   |
| 29° 57′ S, 31° 00′ E | Océan Indien                     | |
| 60° 00′ S, 31° 00′ E | Océan Arctique                   | |
| 69° 02′ S, 31° 00′ E | Antarctique                      | Terre de la Reine-Maud, revendiquée par la Norvège                                                            |